# Браге, Магнус (1790)
граф Магнус Браге (швед. Magnus Brahe; 2 сентября 1790[…], Эстра-Рюд — 16 сентября 1844[…], Приход конной лейб-гвардии 1790–1844) — шведский аристократ и придворный, риксмаршал (обер-гофмейстер) шведского двора, доверенное лицо короля Швеции Карла XIV Юхана (маршала Бернадотта).

## Биография
Нильс Магнус Браге был сыном шведского графа Магнуса Фредерика Браге  (1756-1826) от его первого брака с баронессой Ульрикой Катариной Коскуль (1759-1805), и, таким образом, членом аристократической семьи Браге и потомком выдающегося шведского государственного деятеля Пера Браге.
После учебы в Уппсальском университете, Нильс Магнус Браге поступил на военную службу. Он участвовал в войне против Наполеона (1813-1814) под руководством Жан-Батиста Бернадота, который позже взошел на шведский престол как король Карл XIV Юхан. Браге был в большой милости у короля. Он стал риксмаршалом (главой придворного ведомства), и, особенно после 1828 года, имел большое влияние на государственные дела. Знаменитая шведская аристократка и хозяйка светского салона Аврора Коскулль приходилась Магнусу Браге мачехой, так как вышла замуж за его отца после смерти его первой жены, своей собственной тётки. По матери Браге также приходился родственником Марианне Коскулль, любовнице короля.
В 1837 году он был избран членом Шведской Королевской Академии наук.
Наиболее известный портрет Магнуса Браге (представленный справа) выполнил шведский живописец Улоф Юхан Сёдермарк

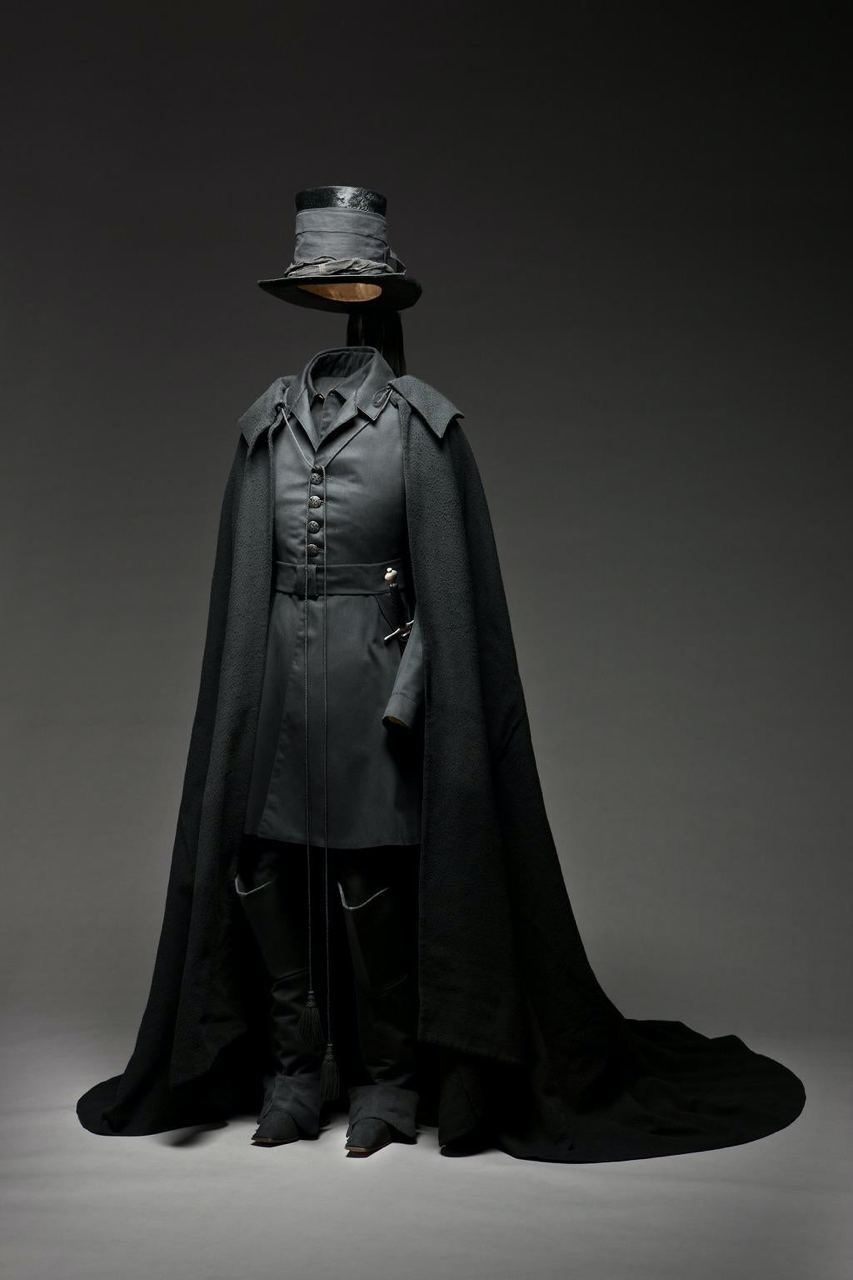
Одеяние графа на похоронах Карла XIV Юхана.

## Награды

### Шведские
- Орден Серафимов (1827)
- Орден Меча:
  -  командор большого креста (1827)
  -  командор (1-го класса) (1822)
  -  рыцарь (1-го класса) (1813)
- Орден Вазы, рыцарь (1-го класса) (1830)
- Орден Карла XIII (1829)
- Золотая медаль «За доблесть на поле боя» (1814)
- Портрет короля Карла XIV Юхана на золотой цепи (1844)
- Звание «Одного из лордов королевства»

### Иностранные
- Орден «Pour le Mérite» (Пруссия)
- Орден Святого апостола Андрея Первозванного (Россия, 11 июля 1838)
- Александра Невского (Россия, 11 июня 1838)
- Орден Белого орла (Россия)
- Серебряное кольцо от императора Александра I (Россия)